# Gulf St Vincent
De Gulf St Vincent is de oostelijke van twee grote inhammen aan de zuidkust van Australië, in de staat Zuid-Australië, in de Indische Oceaan. De andere is de grotere Spencergolf, waarvan het wordt gescheiden door het Yorke-schiereiland. Aan de oostkant wordt de golf begrensd door de Adelaide Plains en het Fleurieu-schiereiland.
Naar het westen ligt de grotere Spencergolf.
De golf ligt in de mariene ecoregio Zuid-Australische Golven.

## Gulf St Vincent Important Bird Area
Aan de noordkust van de inham, tussen Ardrossan en het noorden van Adelaide is een 256 km² groot gebied door BirdLife International aangewezen als Important Bird Area. Dit gebied aan de kustlijn omvat een aaneengesloten waddengebied, mangroves, moerassen en zoutmeren. 
Het gebied is als zodanig aangemerkt vanwege het belang voor de bescherming van verschillende vogelsoorten. Het gebied ondersteunt meer dan 1% van de wereldpopulatie van blauwmaskeraalscholver, roodkeelstrandloper, Siberische strandloper, bandsteltkluut, roodkopplevier, Australische zwarte scholekster, Australische bonte scholekster en witkopmeeuw. Daarnaast is er ook een populatie van de bedreigde Australische roerdomp en de kwetsbare elfenstern.